# Боб Гелдоф
Роберт Фредерік Зенон Ґелдоф (англ. Robert Frederick Zenon Geldof; нар. 5 жовтня 1951) — ірландський співак, автор пісень, письменник, політичний активіст і актор. У музиці відомий як лідер ірландської панк-рок групи The Boomtown Rats (після розпаду групи в 1986 році почав сольну кар'єру). Широко відома виконана Гелдофом головна роль у фільмі «Стіна» музичного гурту «Pink Floyd». У 1984 році він і Мідж Юр заснували благодійний супергурт Band Aid для збору коштів на допомогу голодуючим дітям Ефіопії, після чого, в наступному році, ними було організовано благодійний концерт «Live Aid». У 2005 році організував благодійний фестиваль «Live 8», що пройшов в країнах великої вісімки. Також допомагав у якості консультанта в проекті ONE Campaign, створеним ірландським гуманістом Боно. У 2006 і 2008 роках був номінований на Нобелівську премію миру, отримав титул Людина світу, за видатний внесок у підтримку міжнародної соціальної справедливості і миру, а також численні інші нагороди і номінації.